# 歌辞
歌辞（かじ、カサ、朝鮮語: 가사）は歌詞とも書き、朝鮮の伝統的な歌謡の一形式で、李氏朝鮮時代に時調とともに流行した。時調が3つの章（詩行）に限られる短詩であるのに対して、歌辞は章の数に制限のない長詩である。

## 形式
時調と同じく1つの章は4音符からなり、1音符は3音節ないし4音節から構成される。最後の章が3-5-4-3になる点も時調と同じであるが、時調が3章に限られているのに対して、歌辞では章数に制限がない。

## 歴史
歌辞は高麗末期から朝鮮初期にかけて発生した。
現存する最古の歌辞は高麗末期の懶翁和尚（慧勤）による「西往歌」とも、15世紀の丁克仁「賞春曲」ともいう。「西往歌」については文字に記されたのが18世紀に入ってからであるため、高麗時代の作品と確実に言うことはできない。
16世紀の鄭澈によって歌辞は大成された。鄭澈の歌辞は『松江歌辞』に収録されて広く愛唱された。「関東別曲」「思美人曲」などが知られる。また朴仁老も優れた歌辞を作った人物として知られる。
壬辰の乱（文禄・慶長の役）以降、中央では歌辞は衰えていったが、慶尚道の上流家庭の女性の間で流行し、「内房歌辞」と呼ばれる。
紀行文もよくこの形式で書かれ、朝鮮燕行使の紀行や朝鮮通信使金仁謙の『日東壮遊歌』はこの形式で書かれている。
宗教的な歌辞も多く書かれ、儒教・仏教・道教・カトリック・東学の普及のために使われた。
王朝の終わりとともにこの歌形は消え、現代において作られることはほとんどない。